# Megalagrion paludicola
Megalagrion paludicola  (лат.) — вид стрекоз из семейства Coenagrionidae, эндемик острова Кауаи в Гавайском архипелаге. Наиболее близким видом является Megalagrion mauka.

## Описание
Длина тела стрекоз от 38 до 42 мм. Самки несколько меньше самцов. Глаза и лицо красные. У самцов основание наличника с узкой чёрной полосой, у самок наличник полностью чёрный. У Затылочные пятна красные, соединены поперечной полоской. Переднегрудь с двумя парами красных пятен. Среднегрудь и заднегрудь с длинными жёлтыми волосками. Ноги красные с двумя рядами длинных шипиков на голенях и бёдрах. На крыльях между четырёхугольником и узелком располагаются семь или восемь ячеек. Крыловой глазок красный. Основной цвет брюшка красный. Его первый сегмент по бокам и заднему краю с чёрными пятнами. Сегменты с второго по пятый с узкими чёрными кольцами по заднему краю. Шестой сегмент сзади до половины чёрный. Седьмой сегмент чёрный с красным кольцом по переднему краю. Восьмой сегмент чёрный с красными пятнами по бокам. Девятый сегмент красный с чёрными боками. Личинки длиной около 17 мм и светло- или тёмно-коричневыми хвостовыми отростками.

## Экология
Личинки развиваются в водоёмах на залесённых болотах с повышенной кислотностью воды в зарослях Metrosideros и под корями растений. Включён в Красный список угрожаемых видов МСОП со статусом NT (Виды, близкие к уязвимому положению).